# Archiș (gmina)
Archiș – gmina w Rumunii, w okręgu Arad. Obejmuje miejscowości Archiș, Bârzești, Groșeni i Nermiș. W 2011 roku liczyła 1915 mieszkańców.